# 지양군
지양군(池陽君, 103년 ~ 192년)은 후한 말기의 인물로 동탁의 생모이다. 지양군은 봉호이며 본명은 불명이다. 삼국지와 연관된 인물 중 법진(법정의 할아버지)에 이어서 두 번째로 나이가 많은 인물이다.
동군아와 결혼하여 슬하에 동탁 등을 낳았고 동탁에 의해 지양군에 봉해졌다. 192년, 동탁이 왕윤의 사주를 받은 여포에게 사살된 이후 왕윤의 명령에 따라 동탁의 일족이 멸하게 되었는데 지양군은 목숨을 구걸했지만 결국 죽임을 당했다.
삼국지연의의 몇몇 판본에서는 동탁이 집 밖에서는 난폭하고 주변 사람들을 괴롭히는 매우 악한 인물이었지만 집 안이서만큼은 어머니인 지양군에게 그렇게나 효자였다고 한다. 이 때문에 지양군은 동탁의 실체를 잘 모르고 살았다. 동탁이 죽자 지양군도 왕윤의 면전에 포박당한 채 끌려왔다. 지양군은 자신이 연로하다는 점과 동탁이 밖에서는 뭘 하고 다니는지 잘 몰랐다는 점을 들어서 왕윤에게 목숨만은 살려달라고 애원했지만 왕윤은 동탁의 피가 한 방울이라도 섞여있는 모든 이들은 단 한 명도 살려둘 수 없다는 논지로 지양군을 참수했다.
지양군이 참수당한 여파로 인해 이각과 곽사는 항복할 생각을 접고 성 안에 틀어박혀 있었지만 가후가 이각과 곽사에게 왕윤과 맞붙으라고 조언했고 이각과 곽사는 가후의 말대로 왕윤과 맞붙어 승리했으며 심지어는 왕윤의 목을 베었다.
평균 수명이 30대이며 15살에 성인, 45살에 노인 취급을 받았던 당대로서는 엄청나게 장수한 89살까지 살았으며 슬하에는 증손녀(동탁의 손녀) 동백(180년? ~ 192년)까지 있었다. 동백 역시 왕윤이 동탁의 구족을 멸할 때 같이 참수당했다.